# Plorat pel vent
Plorat pel vent (Vom Winde beweint), subtitulada Litúrgia en memòria de Givi Ordzhonikidze,  és una obra per a viola (o violoncel) i gran orquestra composta per Guia Kantxeli el 1989. Es va estrenar el 9 de setembre de 1990 a Berlín amb Iuri Baixmet a la viola i l'Orquestra del Teatre Kírov de Leningrad dirigia per Valeri Guérguiev. La va dedicar a Iuri Baixmet i la va compondre per encàrrec de Dr. Ulrich Eckhard, director del Berliner Festwochen. Té una durada d'uns 44 minuts.

## Moviments
- 1. Molto allegro
- 2. Allegro moderato
- 3. Larghetto
- 4. Andante maestoso

## Origen i context
Plorat pel vent és la primera obra de Guia Kantxeli que incorpora la viola com a instrument solista. El títol va ser extret d’un vers del poeta georgià Galaktion Tabidze, molt apreciat per Kantxeli. La proposta de compondre una peça per a viola i orquestra va provenir del prestigiós violista Iuri Baixmet, que, en escoltar la Sisena Simfonia de Kantxeli a començaments dels anys vuitanta, li va suggerir la idea. Tot i això, l’execució del projecte es va ajornar a causa de la intensa activitat del compositor en aquell període.
Tot i que les primeres crítiques van ser diverses, Vom Winde beweint es va convertir en una de les peces preferides de Baixmet i s’ha interpretat en nombrosos escenaris d’arreu del món. És una de les seves obres més conegudes i ha estat enregistrada en diverses ocasions. Captiva per la seva atmosfera d'una gran quietud i plena de silencis.
La popularitat de l’obra va portar Kantxeli a transcriure la part solista de viola per a violoncel, que va ser enregistrada per la violoncel·lista belga France Springel. També ho va fer pensant en Rostropóvitx, a qui admirava, i en memòria del seu gran amic, el musicòleg Givi Ordzhonikidze, mort el maig de 1984.

## Música
És l'única partitura de Kantxeli formada per quatre moviments independents, que el compositor va donar instruccions de fer sense interrupcions -especialment durant l'estrena a Moscou-, per evitar que el públic aprofités les pauses per fer sorolls indesitjats. El mateix compositor va atribuir aquesta elecció a la «pressió dels col·legues», comentant amb ironia: «Ho vaig fer perquè tothom m’acusava de ser un defensor de les composicions en un sol moviment».